# Federazione autonoma italiana benzinai
La Federazione autonoma italiana benzinai (in acronimo FAIB) è un'associazione di categoria che riunisce le imprese esercenti nell'attività di distribuzione di carburanti e lubrificanti.

## Storia
Nata nel 1963 per volontà di un insieme di gestori dell'Emilia-Romagna e della Toscana con l'intenzione di equilibrare i rapporti con le compagnie petrolifere, è divenuta nel corso degli anni la principale associazione di riferimento della categoria. Nel 1968 è la promotrice della grande mobilitazione, con chiusura degli impianti per 28 giorni consecutivi, che porta il Governo, nella figura dell'allora ministro Tanassi, alla concessione dell'aumento dei margini dei gestori.
Firmataria degli accordi che regolamentano i rapporti contrattuali tra compagnie produttrici di prodotti petroliferi per autotrazione e le imprese di gestione delle stazioni di servizio, è stata nel 1971 tra le associazioni che hanno contribuito a fondare Confesercenti (associazione di categoria che rappresenta le piccole e medie imprese del commercio, del turismo e dei servizi), confederazione alla quale aderisce tuttora.
Nel 1982, promuove insieme alle altre associazioni di categoria la mobilitazione che porterà all'istituzione nell'ambito della Commissione interministeriale prezzi di una sezione cui partecipano i rappresentanti sindacali.  Nel 1994, Faib è l'ispiratrice e tra i promotori dell'accordo di settore che istituisce il CIPREG, fondo di garanzia e tutela della categoria,  tuttora in vigore, che rappresenta un elemento di peculiarità dell'intero comparto commerciale e una certezza per l'intera categoria che vi aderisce. Negli anni '90 Faib e le altre organizzazioni di gestori stabiliscono, inoltre, nuove e positive relazioni sindacali con l'Unione Petrolifera, che si traducono in importanti Accordi Interprofessionali (del 1997 e del 1998)  e il blocco della partecipazione economica delle gestioni agli sconti e promozioni.  Sul finire degli anni novanta Faib si distingue per l'appoggio alla ristrutturazione della rete di distribuzione carburanti portato avanti dal Governo Prodi.
Nel 2011 Faib ottiene la trasformazione del bonus fiscale in misura strutturale. Un obiettivo inseguito per quasi vent'anni dalla categoria diventa norma nel 2011, con la legge 134.
FAIB è membro del EOPS (European Organization of Petrol and Service Stations). Il presidente FAIB è Giuseppe Sperduto.